# Twitter
X, tidigare Twitter fram till juni 2023, är en social nätverkstjänst och mikroblogg där man skriver X-meddelanden, tidigare tweetar (engelska: tweets), som ej får överstiga 280 tecken (fram till 7 november 2017 140 tecken). Dessa meddelanden visas öppet på användarens profilsida. Användare kan prenumerera på andra användares meddelandeflöde, vilket kallas ”att följa” (follow), en prenumerant kallas ”följare” (follower).
De flesta X-meddelanden är offentliga, men användare kan också skicka privata direktmeddelanden ("DM").
Finansmannen Elon Musk  köpte Twitter hösten 2022 och döpte om den till X sommaren 2023. I mars samma år hade han redan skapat ägarbolaget X Corp.

## Beskrivning och historik
Bolaget Twitter, Inc. grundades av Jack Dorsey, Noah Glass, Biz Stone och Evan Williams den 21 mars 2006. Alla Twitter-användare kan skicka (tweeta eller twittra) och läsa tweetar via Twitters webbplats. De flesta väljer istället att utnyttja appar, eftersom dessa är anpassade för att fungera exempelvis i en mobiltelefon eller som fristående program som ger bättre överblick än vad webben gör. Det kostar ingenting att använda Twitter, men telefonoperatörskostnader kan förekomma om man exempelvis väljer att skicka och läsa tweetar via SMS. Twitters högkvarter ligger i San Francisco, men kontor och serverhallar finns även i San Antonio, Texas och Boston.
Utöver vanliga privatpersoner använder många företag, webbplatser, artister och organisationer Twitter som ett sätt att nå ut till sina användare, kunder och fans. Tjänsten fick stor uppmärksamhet under presidentvalet i USA 2008 då presidentkandidaten Barack Obamas valkampanj använde Twitter och andra sociala medier för att nå ut till sina väljare. Twitter har också varit ett verktyg för regimkritiker i totalitära regimer att kommunicera med omvärlden, samt under naturkatastrofer, konflikter och dylikt då privatpersoner på plats direkt kunnat rapportera om händelseutvecklingen. Tjänsten anses ha haft en viktig roll under den arabiska våren, där aktivister kunde kommunicera och få ut sina budskap globalt.
Den 27 oktober 2022 köptes Twitter, Inc. av Elon Musk för 44 miljarder amerikanska dollar (cirka 482,6 miljarder kronor).

## Användning
År 2016 hade Twitter ungefär 313 miljoner månatliga användare. Omkring en halv miljard tweetar publiceras dagligen (2014). Under 2010 skickades 25 miljarder tweetar. De flesta twitteranvändarna (80 procent) använder Twitter från mobilen.
Internetstiftelsen har genom undersökningen Svenskarna och internet sedan 2011 försökt kartlägga användandet av Twitter bland svenska internetanvändare och sett en fluktuerande kurva. År 2021 hade 19 procent av de svenska internetanvändarna använt Twitter under det senaste året, varav 7 procent gjorde det dagligen. 7 procent är en siffra som legat relativt jämn sedan 2013. När mätningarna startade 2011 använde 3 procent av svenskarna Twitter. Undersökningen visade även att den åldersgrupp som 2021 varit flitigast i användandet av Twitter var de födda på 1990-talet där 15 procent använde Twitter varje dag. Samma undersökning visade 2017 att användningen var högre bland män (28 %) än bland kvinnor (22 %) och att det var vanligare bland stadsbor (29 %) än bland de som bodde i landsbygd (17 %) att använda Twitter.

## Särskilda uttryck i tweetar
På Twitter används en del specialuttryck, däribland hashtaggar.

### Hashtag (#)
En av konventionerna är att skriva nummertecken (#) framför ett ord eller en förkortning, som då blir klickbart, vilket gör det lätt att hitta meddelanden med samma märkning. Ett sådant ord kallas för en hashtag. Stora organisationer, evenemang, händelser och folkrörelser har ofta en hashtagg för att samla information om dem. Svenska datatermgruppen rekommenderar att man använder ordet fyrkantstagg.

### Namntaggning (@)
Twitterkonton refereras till på liknande sätt med ett snabel-a (@) före användarnamnet.

### Retweet (RT)
Att sprida eller vidarebefordra någon annans tweet kallas att skicka en retweet, vilket förkortas RT. Ett tidigt sätt att "retweeta" ("återtwittra") var att skriva "RT" följt av ett snabel-a och originalförfattarens kontonamn. Det nuvarande inbyggda sättet att "retweeta" introducerades i november 2009.

### Följare
Den som prenumererar på inläggen från ett visst twitterkonto.

### Verifierade konton
Verifierade konton har en blå bock bredvid namnet och påvisar att det är relevant. Ett konto verifieras av Twitter om det är aktivt, autentiskt och anmärkningsvärt. Typiska konton som verifieras är företag och offentliga personer som möter deras relevanskriterier, tex om de blir omskrivna i pressen eller har en Wikipedia-artikel som möter uppslagsverkets kriterier för relevans. Sedan 9 november 2022 kan invånare i vissa länder köpa sig en verifierad status för åtta amerikanska dollar i månaden. Flera fejk-konto lyckades då köpa sig till en felaktig verifieringssymbol.
Till följd av betalprenumerationen Twitter Blue som gör det möjligt för vanliga okända användare att bli verifierade, introducerade Twitter i november 2022 funktionen "Officiella konton". En grå bock med texten Official står under användarnamnet (@handle) på officiella kontons profiler och tweetar som representerar myndigheter, kommersiella företag, företagspartners, stora mediehus, samt vissa offentliga personer som möter Twitters interna relevanskriterier för användare som är av hög risk för förfalskning på plattformen. Official-titeln kan inte begäras eller köpas då Twitter själva väljer vilka konton som får den. En månad senare fasades titeln ut och företags blå bockar ersattes med guld-bockar, medan politiker och myndigheters blev grå.